# 阿佐海岸鉄道
阿佐海岸鉄道株式会社（あさかいがんてつどう、英: Asa Coast Railway Company）は、徳島県海部郡海陽町に本社を置き、デュアル・モード・ビークル（DMV）を用いて阿佐東線および路線バスの運行を行う、第三セクターの鉄道・バス事業者である。

## 概要
旧日本鉄道建設公団建設線で、日本国有鉄道経営再建促進特別措置法の施行により1980年に建設工事が中断された阿佐線のうち、大半の構造物ができあがっていた徳島県側の海部駅 - 甲浦駅間を建設・運営するために1988年に徳島県・高知県・海陽町・東洋町などの出資による第三セクター方式で設立された鉄道事業者で、同区間を阿佐東線として運営している。
阿佐東線は四国旅客鉄道（JR四国）牟岐線の末端的存在であり、沿線人口が少ない上に路線距離も短いため運賃収入は2千万円を切る状態（輸送密度は約170人/日）で、補助金などを除けば開業以来赤字続きで一度も黒字を計上できていない。沿線の高校統廃合で定期客も減少し、毎年の経常赤字が5 - 9千万円前後に上り、地元自治体の負担は限界に近いとされている。2003年8月13日『日本経済新聞』関西版では、廃止を検討している第三セクター7社（鉄道以外を含む）のうちの1社として名前が挙げられている。阿佐海岸鉄道については、2007年度までは現行通り自治体が補助を行うが、以後の存廃は検討中とされている。
2008年度『鉄道統計年報』によると、阿佐東線は日本全国のJR線以外の路線で最も利用者が少ない路線となっており、2011年度『鉄道統計年報』によれば減価償却費を含めた営業係数が「916」と、全国の鉄道事業者の中で最も悪い数値となっている。
2016年2月、主要株主である徳島県が、観光と地域の活性化を図って、牟岐線阿波海南駅から本鉄道甲浦駅間で10年以内にデュアル・モード・ビークル (DMV) の導入を目指す方針を発表した。DMVは線路も道路も走れる車両で、将来的には道路を使用して室戸岬などの観光地への延伸も目指すとしている。同年5月の「第1回阿佐東線DMV導入協議会」の会合で、現在保有する車両をDMV車両1両に置き換える案が出されたのち、2017年2月開催の第2回協議会において2020年までにDMVを導入することを正式に決定した。
2019年3月にDMV車両の最初の1両が落成し、お披露目された。同年8月末日までに残りの2両が落成し導入予定の3両が揃った。
2020年8月11日、鉄道事業法第28条の2（事業の廃止）に基づき、JR四国が牟岐線の阿波海南駅 - 海部駅間1.5kmの鉄道事業廃止届を国土交通大臣に提出、阿佐海岸鉄道は阿波海南駅 - 海部駅間を阿佐東線に編入する鉄道事業の許可申請を行った。同年9月23日、国土交通大臣から廃止日の繰り上げが認められたことから、JR四国が廃止日を繰り上げて10月31日とする届出を行った。
DMVの運行開始は2020年度中を予定していたが、新型コロナウイルス感染拡大による工事の遅れ等により、DMVの運行開始を2021年夏頃に延期することが2020年12月25日に阿佐東線DMV導入協議会で決定された。2021年6月25日には国土交通省でのDMVの技術評価検討会において、前輪を支える部品に補強が必要との指摘を受けたため、DMV全車両の当該部品を補強した上で再試験を受けることとなり、運行開始が2021年夏頃からさらに数か月遅れる見通しとなった。
2021年11月4日のDMVの技術評価検討会で安全性が確認されたことから、同年11月10日に12月25日からDMVの営業運行を開始すると発表された。これにともない、DMVの道路区間を運行するための一般乗合旅客自動車運送事業の許可を取得した。

## 歴史
- 1988年（昭和63年）9月9日：設立[1]。
- 1992年（平成4年）3月26日：阿佐東線 海部駅 - 甲浦駅間が開業[21]。
- 2008年（平成20年）
  - 6月30日：宍喰駅構内の車両基地で夜間に回送列車が車止めに乗り上げ壁面に衝突して脱線、自社車両1両 (ASA-201) 破損[22]、同年11月18日に廃車。
  - 7月5日：自社車両ASA-101だけで運行を再開[23][24][注釈 1]。
- 2009年（平成21年）8月10日：高千穂鉄道から譲渡されたTR-201が整備され、高千穂鉄道時代の塗装のままASA-301「高千穂復刻列車」として運転開始。
- 2020年（令和2年）
  - 8月11日：牟岐線阿波海南駅 - 海部駅間について阿佐東線を延長する鉄道事業の許可申請を四国運輸局に行う[12]。
  - 10月23日：阿波海南信号場 - 海部駅間の第一種鉄道事業許可を取得。
  - 10月31日：当社と四国旅客鉄道（JR四国）との連絡乗車券の販売を終了[26]。
  - 11月1日：阿佐東線にJR四国から牟岐線阿波海南駅 - 海部駅間[注釈 2]が編入される[26][27]。
  - 11月30日：阿佐東線のディーゼル車両（ASA-101、ASA-301）での運行を終了。なお、上り海部駅行き最終列車と下り甲浦駅行き最終列車への乗車は、宍喰駅で発売の最終列車限定きっぷ購入者のみとした（11月27日から上り・下り各80枚限定で販売）[26][27][28][29]。
  - 12月1日：海部駅 - 甲浦駅間でバス代行輸送を開始[26][27][28]。
- 2021年（令和3年）
  - 1月20日：デュアル・モード・ビークル (DMV) 車両の「性能試験」を開始[30][31]。
  - 11月4日：DMVの道路走行区間における一般乗合旅客自動車運送事業の許可を取得[20]。
  - 12月25日：DMVの運行を開始[19][18]。
- 2022年（令和4年）10月19日：代表取締役専務の一人が、偽造有印公文書行使と詐欺容疑で徳島県警察に逮捕される（詳細は後述）。
- 2023年（令和5年）
  - 3月11日：ダイヤ改正で平日ダイヤ1日13往復のうち火曜日と水曜日が同8往復、土休日が1日12往復から同11往復へ減便。最終便の時刻繰り上げ。土休日運行の室戸発着便の徳島方面からの接続改善[32]。
  - 8月30日：初の奈半利駅発着便がこの日限定で1往復が運行される。なお乗車申込みは事前抽選制となった[33]。
  - 12月14日：DMV931号車の部品交換修理の遅延とDMV933号車の法定検査が重複する事により、翌15日から22日までDMV932号車のみの運用とする事を発表し、一部便を運休[34]。
- 2024年（令和6年）
  - 3月16日：ダイヤ改正で平日ダイヤが1日8往復に統一（但し多客期において最大5往復まで増発）、土休日運行の室戸発着便が宍喰駅で5分間停車[35]。
  - 10月3日：前日までにDMVの1台の定期検査中、部品の一部に微細な不具合を確認したことから、全車両の検査を行うためこの日から運休し（運休中は徳島バス南部およびジャンボタクシーで代替輸送）[36]、検査の結果安全性が確認出来たため10月12日始発から運行を再開[37]。

## 役員

### 代表取締役社長
| 代数 | 氏名       | 在任期間                  | 出身校               | 経歴         | 出典   |
| ---- | ---------- | ------------------------- | -------------------- | ------------ | ------ |
| 初代 | 三木申三   | 1988年8月16日 - 1993年頃  | 徳島医科大学         | 徳島県知事   |        |
|      | 猪野積     | 1998年頃                  | 京都大学             | 徳島県副知事 |        |
|      | 坂本松雄   | 2001年・2002年頃          |                      | 徳島県副知事 |        |
|      | 平岡建彦   | ? - 2006年6月27日         |                      | 宍喰町長     | [ 38 ] |
|      | 五軒家憲次 | 2006年6月27日 - 2014年6月 | 徳島県立海南高等学校 | 海陽町長     | [ 38 ] |
|      | 前田恵     | 2014年6月 - 2018年5月     | 徳島県立海南高等学校 | 海陽町長     |        |
|      | 三浦茂貴   | 2018年5月 -               | 東京農業大学         | 海陽町長     | [ 39 ] |

### 専務取締役
| 代数 | 氏名     | 在任期間              | 出身校   | 経歴                                     | 出典                 |
| ---- | -------- | --------------------- | -------- | ---------------------------------------- | -------------------- |
|      | 坂東徳一 | 2005年? - 2010年?     |          | 四国旅客鉄道                             |                      |
|      | 一柳悦二 | 2010年? -             |          | 四国旅客鉄道                             |                      |
|      | 根来正   | 2012年 - 2014年6月    |          | 四国旅客鉄道                             |                      |
|      | 岡本真一 | 2014年6月 - 2018年5月 |          | 四国旅客鉄道                             |                      |
|      | 宮﨑祐伸 | 2018年5月 - 2019年1月 | 拓殖大学 | 東急百貨店→老人福祉施設→阿佐海岸鉄道参与 | [ 40 ] [ 41 ] [ 42 ] |
|      | 井原豊喜 | 2019年6月7日 - 2022年 |          | イオンリテール→阿佐海岸鉄道参与          | [ 42 ] [ 43 ]        |
|      | 南博文   | 2022年6月 - 10月28日  |          | 南プランニング→阿佐海岸鉄道参与          | [ 44 ]               |
|      | 大谷尚義 | 2023年6月7日 -        |          | 杉並区立杉並芸術会館                     | [ 45 ]               |

## 鉄道事業
第一種鉄道事業を行っている。

### 路線
- 阿佐東線：阿波海南信号場 - 甲浦信号場 10.0 km（第一種鉄道事業者）

前述のとおり、2021年12月25日よりDMVを使用してバス運行区間に直通運転を行っている。
2019年3月15日まではJR四国の牟岐線に直通運転を行っていた。

### 車両
保有路線が非電化路線のため、すべて気動車である。2024年10月現在、デュアル・モード・ビークル (DMV) 3両が在籍している。なお過去には、普通鉄道車両2両が在籍していたが、後述の通り2020年11月30日をもって運用を終了している。
1992年の開業時に新製普通鉄道車両2両を用意したが、1両が2008年に事故廃車となって車両不足に陥ったため、2009年に代替車として廃止となった高千穂鉄道から1両を無償譲受した。2019年にはデュアル・モード・ビークル (DMV) を3両導入し、2021年度内から阿波海南駅 - 甲浦駅間で運用を開始する予定と発表された。そして2021年12月25日からは全てデュアル・モード・ビークルにより運行が行われている。

#### デュアル・モード・ビークル
- DMV93形

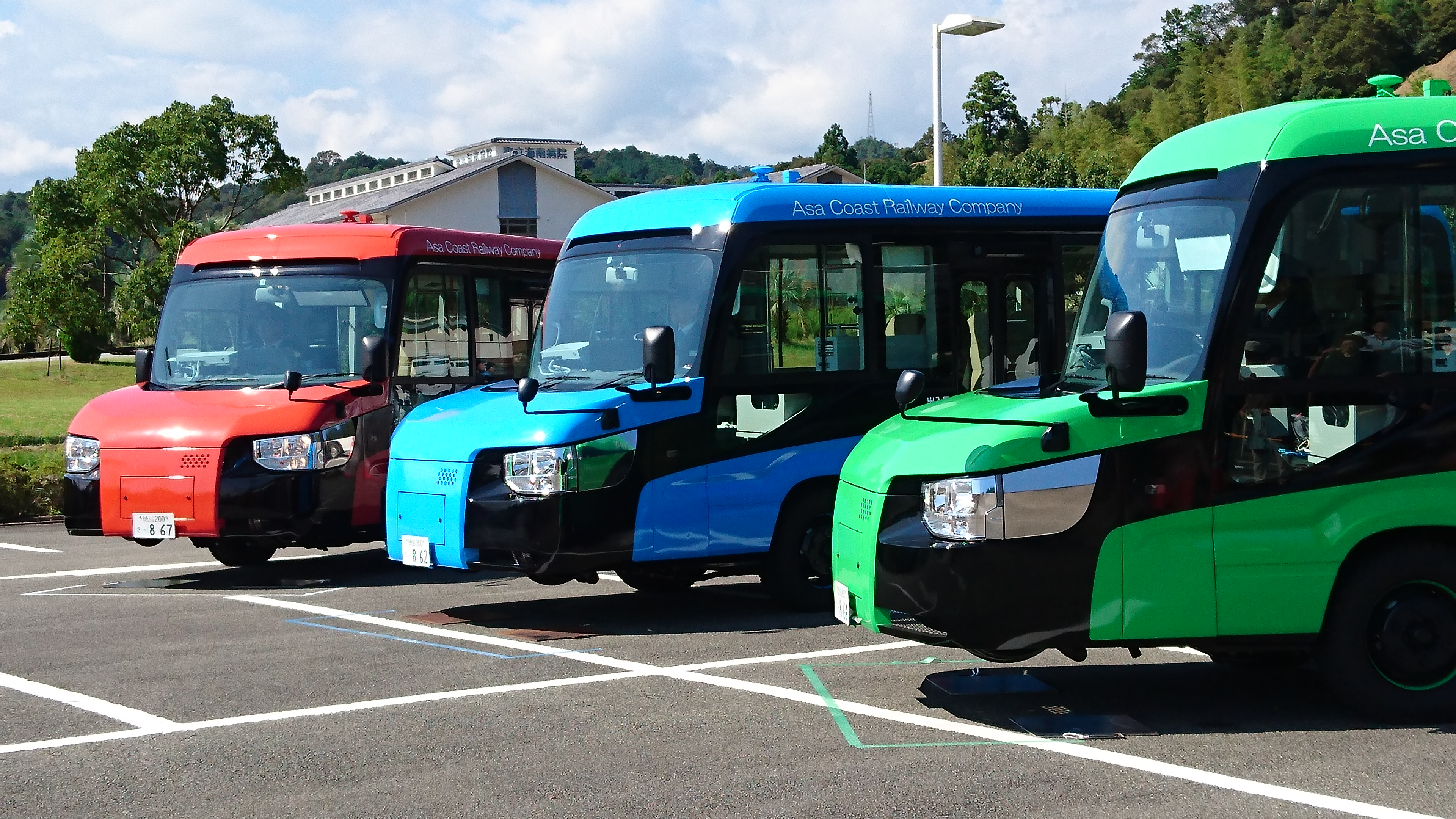
阿波海南文化村で並ぶDMV（2019年10月5日撮影）

  - 全車両、トヨタ自動車製4代目コースター。各車両に以下の愛称がある。
    - DMV931号「未来への波乗り」[47]
    - DMV932号「すだちの風」[47]
    - DMV933号「阿佐海岸維新」[47]

#### 普通鉄道車両（運行終了）
- ASA-100形「しおかぜ」 （101）
  - ASA-100形と後述するASA-200形は1992年に新潟鐵工所が製作した軽快気動車NDCシリーズでステンレス車体を持つ18m級気動車。土佐くろしお鉄道のTKT-8000形をベースにしている。エンジンはDMF13HS (250PS/2000rpm) を1基搭載している。座席は、車内は転換クロスシート（車端部はロングシート）。営業距離が短いためトイレの設置はない。2020年11月30日をもって運用を終了した[27][28]。
- ASA-300形「たかちほ」 （301）
  - 後述のASA-201の事故廃車にともない、廃止となった高千穂鉄道から2009年に無償譲渡された、元TR-201[48]である。西鉄テクノサービスで整備の上、同年8月30日から高千穂鉄道時代の姿でTR-201の旧番号を標記したまま「高千穂復刻列車」として運用に入っていたが[49][50]、2010年3月からはすだちくん（徳島県のキャラクター）とぽんかんくん（東洋町のキャラクター）をあしらったラッピング車両となっている[51]。ASA-100形ならびにASA-200形と同様、トイレの設置はない。2020年11月30日をもって運用を終了した[27][28]。

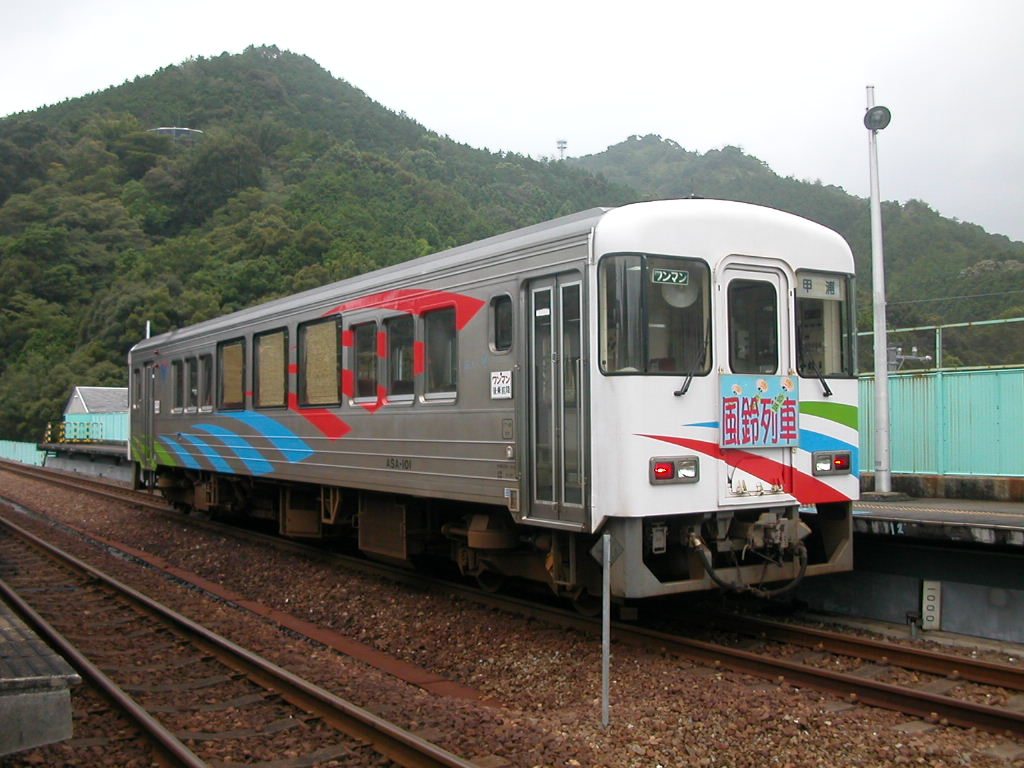
ASA-101
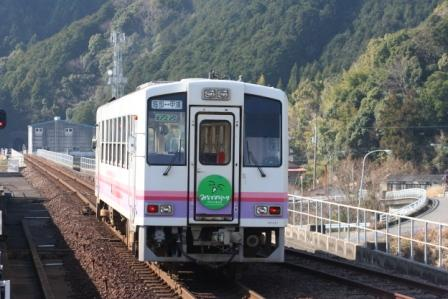
ASA-301「高千穂復刻列車」
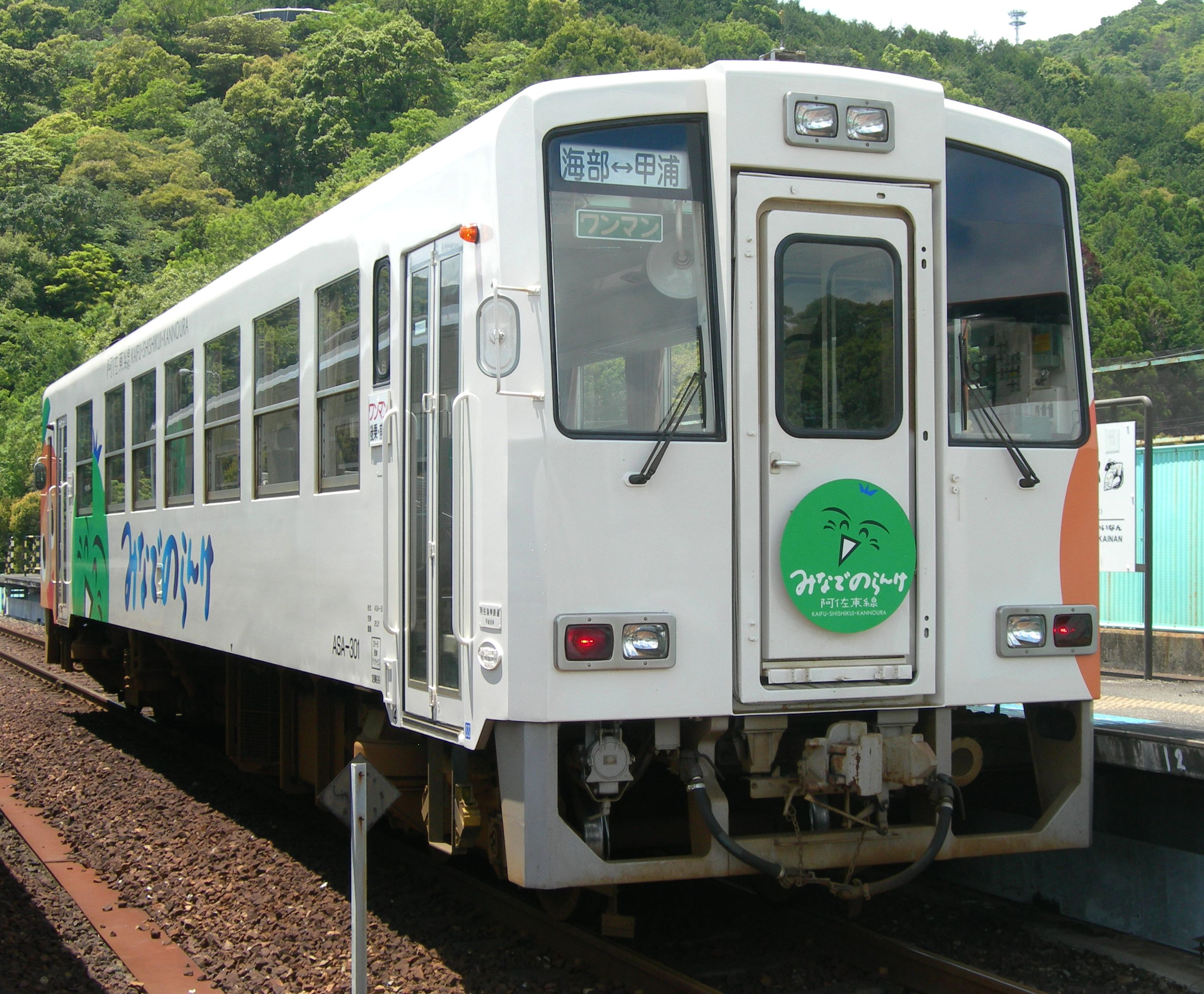
ASA-301 ラッピング列車

##### 普通鉄道車両（除籍済み）
- ASA-200形「あさしお」 （201）
  - ASA-101と基本的には同仕様だが、本車は中央部がソファー、両端がセミクロスシート（ソファ寄りの座席は転換可能）が2組とロングシートになっていた。日本宝くじ協会寄贈の宝くじ号だった。2008年6月30日に衝突・脱線事故を起こし[22]、同年11月18日付で事故廃車となった。

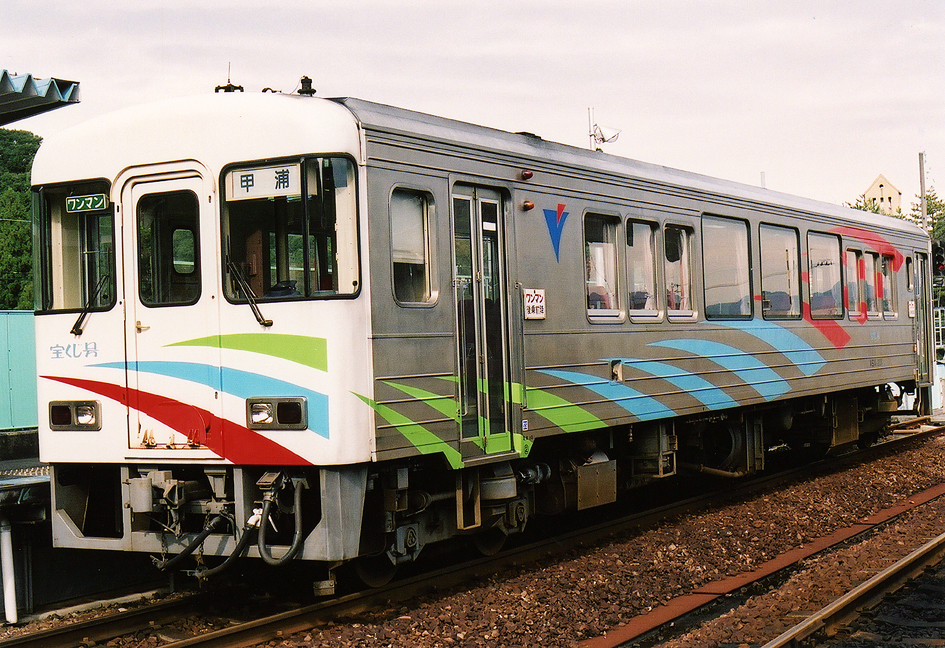
ASA-201
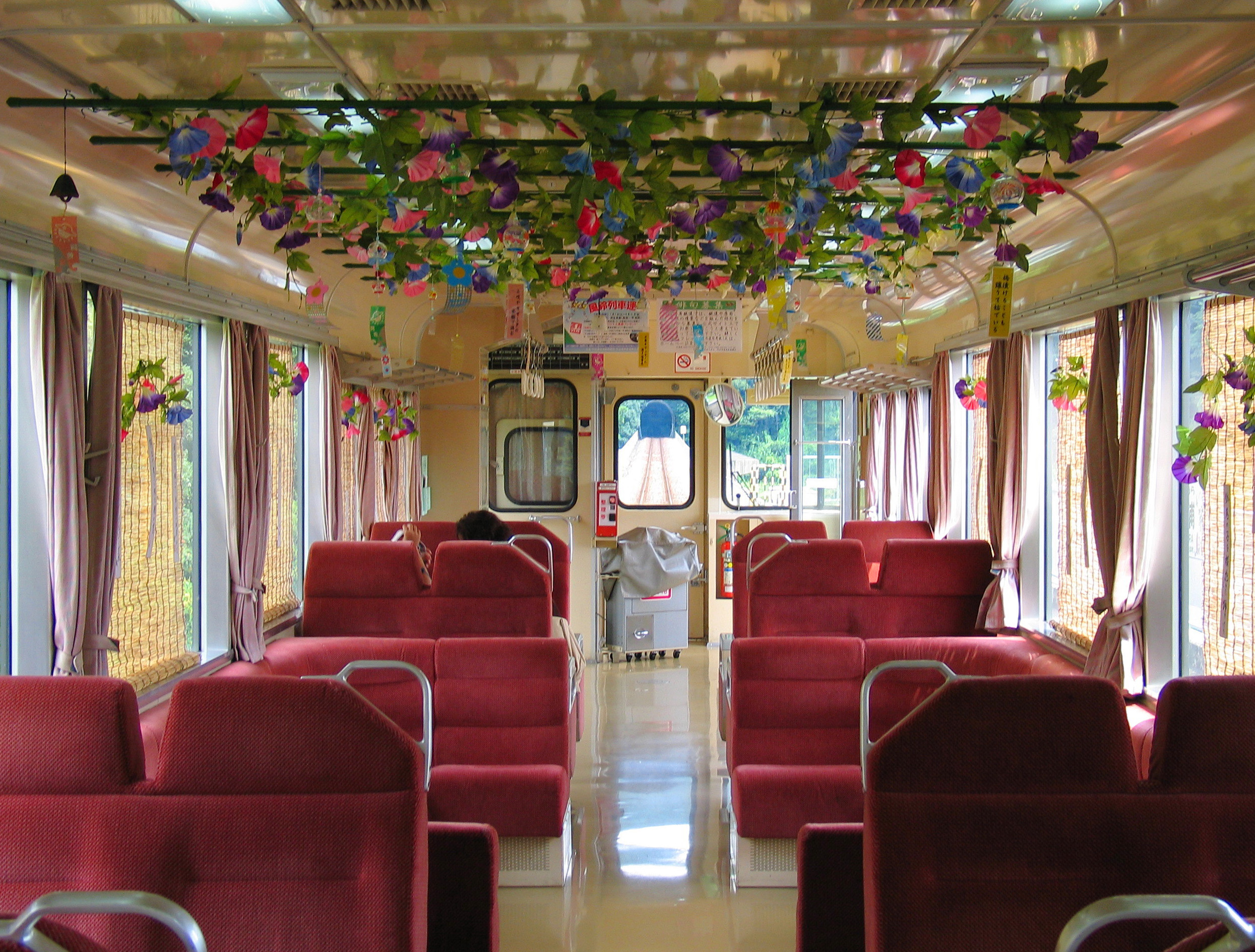
ASA-201の車内（2007年8月）

## バス事業
前述のとおり、DMVの導入にともない2021年に路線バス事業（一般乗合旅客自動車運送事業）に参入した。なお、日本バス協会には加盟していない。

### 路線バス
いずれの系統もDMVを使用して鉄道区間の阿佐東線へ乗り入れている。
- 海南宍喰線[20][52][53]：阿波海南文化村 - 阿波海南駅 - （この間阿佐東線） - 甲浦駅 - 海の駅東洋町 - 道の駅宍喰温泉
  - 平日ダイヤ・土日祝ダイヤ、そして臨時便の有無により1日あたり8往復 - 13往復が運行されている。
  - 運行開始から当面の間は混雑緩和のため、近距離利用を除いて発車オ〜ライネットまたは宍喰駅窓口で乗車予約を受け付ける。当該期間は空席がある場合に限り予約なしでの当日乗車も可能。
- 海南室戸線[20][52][53]：阿波海南文化村 - 阿波海南駅 - （この間阿佐東線） - 甲浦駅 - 海の駅東洋町 - むろと廃校水族館 - 室戸世界ジオパークセンター - 室戸岬 - 海の駅とろむ
  - 土日祝ダイヤに1日1往復のみが設定されている。
  - 海南室戸線は発車オ〜ライネットおよび宍喰駅窓口での事前予約制をとっている。
  - 土日祝のみの運行となる海南室戸線の単独区間（海の駅東洋町 - 海の駅とろむ）には定期乗車券の設定がない[54]。

いずれの系統も座席定員制で運行。また、事前予約の場合は事前決済が必須となっており、事前予約を行っていない旅客のみ車内で整理券方式による運賃精算を行う。ワンマン運転であるが、車両に両替機が設置されていないため、小銭の不足の場合には乗務員が釣り銭を手渡す。なお、後述する回数乗車券と割引乗車券はインターネット予約での使用は不可能となっている。
一部の区間において徳島バス南部や高知東部交通と並走するが、共通乗車などの取り扱いは設定されていない。

### 車両
前述のとおりDMVを使用しているため、鉄道事業と同じ車両が使用されている。
なお、路線バスモードでは公道を走行するため、鉄道車両としての車籍とは別にナンバープレートを取得している。

## 運賃・乗車券類
大人普通旅客運賃（小児半額・100円未満切り捨て）。2021年12月25日改定。
| 200  | 阿波海南駅 |        |        |        |              |                |                  |                            |        |              |
| 400  | 200        | 海部駅 |        |        |              |                |                  |                            |        |              |
| 600  | 400        | 300    | 宍喰駅 |        |              |                |                  |                            |        |              |
| 700  | 500        | 400    | 200    | 甲浦駅 |              |                |                  |                            |        |              |
| 800  | 700        | 600    | 400    | 200    | 海の駅東洋町 |                |                  |                            |        |              |
| 800  | 700        | 600    | 400    | 200    | 200          | 道の駅宍喰温泉 |                  |                            |        |              |
| 1900 | 1900       | 1800   | 1600   | 1400   | 1300         | -              | むろと廃校水族館 |                            |        |              |
| 2100 | 2000       | 1900   | 1800   | 1600   | 1400         | -              | 300              | 室戸世界ジオパークセンター |        |              |
| 2300 | 2300       | 2200   | 2000   | 1800   | 1700         | -              | 600              | 400                        | 室戸岬 |              |
| 2400 | 2400       | 2300   | 2100   | 1900   | 1800         | -              | 700              | 600                        | 300    | 海の駅とろむ |

- 鉄道区間・バス区間で別々の料金体系とし、鉄道：45円/km、バス：40円/kmを基準に100円単位の運賃とする[57]。

乗車カード類は導入されていない。宍喰駅窓口で回数乗車券と割引乗車券が発売されている。

### 回数乗車券
DMV回数券が1000円で発売されている。100円×12枚綴りの金額式。予約無しで乗車の場合に限り利用可能。土休日運行の室戸発着便では利用できない。

### 割引乗車券
四国みぎした55フリーきっぷ
徳島駅 - 室戸岬 - 高知間の国道55号に沿った区間のJR線（牟岐線全線と土讃線の後免 - 高知間）、阿佐海岸鉄道線（土休日運行全席指定制の室戸発着の1往復は利用不可）、土佐くろしお鉄道線と高知東部交通の路線バスが3日間乗り降り自由のJR特別企画乗車券。宍喰駅窓口のほか、JR四国みどりの窓口と土佐くろしお鉄道安芸駅・奈半利駅で発売。

### DMV導入前の運賃
大人普通旅客運賃（小児半額・10円未満切り上げ）。これはDMV化工事に伴い阿波海南 - 海部間が無料であった2020年11月1日時点のもの。
| キロ程 | 区間            | 運賃（円） |
| ------ | --------------- | ---------- |
| 2      | 阿波海南 - 海部 | 無料       |
| 3      | 宍喰 - 甲浦     | 210        |
| 7      | 海部 - 宍喰     | 250        |
| 9      | 海部 - 甲浦     | 280        |

入場券 大人200円、小児100円
かつてグリーン車連結の特急列車が普通列車として乗り入れていたときは、グリーン料金（自由席）の設定があった。1997年3月時点での運賃およびグリーン料金は下表の通り。
| キロ程 | 区間        | 運賃（円） | グリーン料金（円） |
| ------ | ----------- | ---------- | ------------------ |
| 3      | 宍喰 - 甲浦 | 200        | 180                |
| 7      | 海部 - 宍喰 | 240        | 220                |
| 9      | 海部 - 甲浦 | 260        | 240                |

## 不祥事
阿佐海岸鉄道の元代表取締役専務の57歳の男性が、2022年に偽造有印公文書行使と詐欺容疑で徳島県警察に逮捕された。逮捕容疑は、2021年6月上旬に、自身が経営する広告関連会社と徳島県板野郡の自治体とが締結した業務委託契約を巡り、実際の契約金額は約127万円だったのにもかかわらず、462万円と偽った契約書の写しを作成して金融機関に提出し、虚偽の金額の委託料が融資の返済に充てられると金融機関に信じ込ませることで融資金400万円を騙し取ったというもの。阿佐海岸鉄道では、この専務が破産手続中であることを把握しないまま採用していた。同社としては、この専務の行為は取締役が同社に採用される以前の行為であるとしつつも、鉄道事業法上は、役員が「破産手続開始の決定を受けて復権を得ない者」に該当する場合、国土交通大臣は鉄道事業の許可をしてはならないと規定されていることから、国土交通省は同社と徳島県に対し、鉄道事業法上の問題が無いか確認するため、この専務の経済状況や処遇などについて事情聴取を行った。
2023年12月13日、徳島地方裁判所は元専務に懲役3年6か月の実刑判決を言い渡した。